# Вест-хайленд-уайт-терьер
Вест-хайленд-уайт-терьер (англ. west highland white terrier) — порода собак, выведенная в Шотландии.

## Происхождение
Вест-хайленд-уайт-терьер изначально создавался как охотничья порода собак для охоты на мелкую дичь: эта маленькая, ловкая собака вполне способна была пролезть за жертвой и извлечь её даже из самой глубокой норы. Родина вест-хайленд-уайт-терьера — Шотландия.
Несмотря на миниатюрные размеры этих собак, они очень работоспособны, поэтому их долгое время использовали для охоты на таких животных как барсуки, лисы и так далее. Это довольно древняя порода, время появления которой на свет так и не установено. Есть версия, что вест-хайленд-уайт-терьеры — потомки керн-терьеров, которых разводили в округе Агрилл в Англии.

## Внешний вид
- Маленькая, но крепкая собака, средний рост двадцать восемь сантиметров (кобели) и двадцать шесть сантиметров (суки), и весом не более десяти килограммов.
- Шерсть у таких собак средней длины, белого окраса. Покровный волос жёсткий, а подшерсток мягкий, похожий на мех.
- Тело маленькое, лапы пропорциональны телу, голова крупная.
- Уши высоко посажены, небольшие, торчащие.
- Мочка носа угольно-чёрная, нос довольно широкий.
- Хвост прямой, толстый у основания и сужающийся к концу. Длина примерно 13-15 см.

## Характер
Вест-хайленд-уайт-терьер — это охотничья собака, которая отличается повышенной энергичностью, активностью. Она вполне комфортно может жить даже в квартире, но при условии регулярных, физически активных прогулок.
Это весёлые и непоседливые собаки, требующие постоянного внимания к себе, легко обучаемы, отлично занимаются аджилити и фристайлом. Они являются обладателями звонкого голоса. Безгранично доверяют своему хозяину и всегда готовы встать на его защиту, даже несмотря на маленький размер они обладают отважным характером. Они очень миролюбивы, но, как и все терьеры, требуют воспитания и дрессировки.

## История
Официальным основателем современной породы считается Эдвард Дональд Малкольм (Edward Donald Malcolm). По легенде, он случайно во время охоты застрелил своего терьера тигрового окраса, приняв его за лису. После этого случая он решил разводить терьеров именно белого окраса. Название «вест-хайленд-уайт-терьер» впервые появляется в ежегоднике Otters and Otter Hunting, изданным L.C.R. Cameron, опубликованном в 1908 году.
Первый клуб породы вест-хайленд-уайт-терьер был создан в 1904 году. Его возглавил Найл Кэмпбелл (Niall Campbell), 10-й герцог Аргайл. Чуть позже был создан и второй клуб, председателем которого стала графиня Абердин, а Эдвард Малкольм стал его вторым председателем. В 1907 году был официально зарегистрирован первый питомник и в том же году две собаки данной породы были завезены в США. В 1909 году был зарегистрирован канадский клуб и питомник этой породы.
До 1924 года в Соединенном Королевстве в родословных вест-хайленд-уайт-терьеров допускалось наличие керн-терьеров и скотч-терьеров. К 1930 году сформировался окончательный стандарт породы — с торчащими ушами, белым окрасом и короткой спиной.

## Уход
У вест-хайленд-уайт-терьеров жесткая шерсть. Собаки этой породы не линяют. В связи с этим возникает необходимость в регулярном тримминге (это процедура выщипывания отмерших волосков). Молодых собак триммингуют каждые 3-4 месяца, пожилых — каждые 6 месяцев. Некоторые владельцы стригут вест-хайленд-уайт-терьеров под машинку, но это делает остевой волос более мягким, что не соответствует стандарту.
Регулярно нужно выщипывать шерсть и в ушах, чтобы избежать возникновения инфекции.